# Salamis lurida
Salamis lurida är en fjärilsart som beskrevs av Friedrich Wilhelm Niepelt 1920. Salamis lurida ingår i släktet Salamis och familjen praktfjärilar. Inga underarter finns listade i Catalogue of Life.